# Landkreis Blachstädt

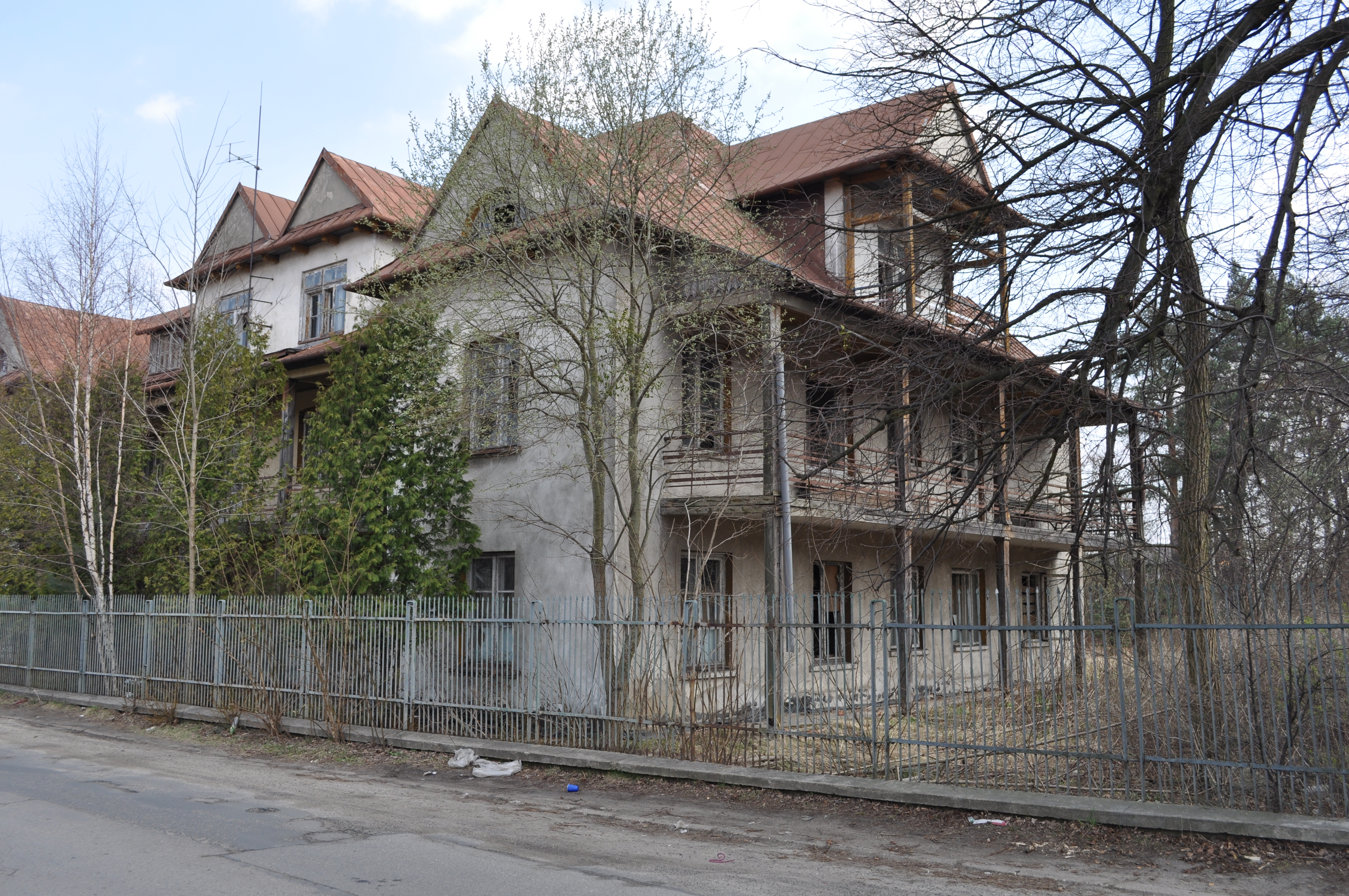
Sitz des Landratsamtes

Der  Landkreis Blachstädt, zuvor Blachownia, bestand zwischen 1939 und 1945 im besetzten Polen. Er umfasste am 1. Januar 1945 neun Amtsbezirke mit der entsprechenden Anzahl von Städten und Gemeinden. Der Kreis hatte eine Fläche von 1193,3 km² (10,2 % des Regierungsbezirkes) und umfasste 60,4 % des bisherigen polnischen Powiats Częstochowski.

## Verwaltungsgeschichte

### Polen
Bei Beginn des Zweiten Weltkrieges gehörte der Landkreis Częstochowa zu Polen, und zwar zur Woiwodschaft Kielce. Mit dem Überfall auf Polen im September 1939 zu Beginn der deutschen Besetzung Polens wurde der polnische Landkreis Częstochowa am 26. Oktober 1939 zunächst dem deutsch verwalteten Generalgouvernement für die besetzten polnischen Gebiete zugeschlagen.

### Deutsches Reich
Mit dem 20. November 1939 wurde die Grenze zum Generalgouvernement festgelegt. Dabei wurde der Westteil des Landkreises Częstochowa – ohne die Kreisstadt und den Wallfahrtsbezirk Jasna Góra –, völkerrechtswidrig Teil des Regierungsbezirkes Oppeln in der preußischen Provinz Schlesien. In der Ortschaft Blachownia an der Bahnstrecke Lublinitz-Tschenstochau wurde ein Landratsamt eingerichtet.
Seit dem 29. Dezember 1939 trug der Restkreis Częstochowa den Namen Blachownia. Im Februar 1940 wurde der Kreis um die Gemeinde Kamienica Polska (Polnisch Kamienica) erweitert. Zum 18. Januar 1941 wurde die Provinz Schlesien aufgelöst. Aus den bisherigen Regierungsbezirken Kattowitz und Oppeln wurde die neue Provinz Oberschlesien gebildet. Am 21. Mai 1941 wurde der Name des Landkreises zu Blachstädt eingedeutscht. Im Frühjahr 1945 wurde das Kreisgebiet durch die Rote Armee besetzt und wurde danach wieder ein Teil Polens.
In der Politik der Germanisierung wurde im Landkreis Blachstädt (neben den Landkreis Bielitz und Landkreis Saybusch) die umfangreichste Umsiedlungsaktion im neuen „Ostoberschlesien“ eingesetzt. Junge Männer wurden oft als Zwangsarbeiter in das Deutsche Reich verschleppt.

## Politik

### Landkommissar
1939–9999: ?

### Landräte
1939–1940: Paul Hampel (kommissarisch)
1940–9999: Walter Sethe (vertretungsweise)
1940–9999: Elsholz (auftragsweise)
1940–9999: Paul Hampel (vertretungsweise)
1940–1943: Kurt Becker (* 1910) 
1943–1945: Gerhard Werner
1945–9999: Suermann

## Kommunalverfassung
Alle Städte und Gemeinden waren in Amtsbezirken zusammengefasst und wurden durch Amtskommissare verwaltet. Das Recht der im Altreich gültigen  Deutschen Gemeindeordnung vom 30. Januar 1935 ist keiner Gemeinde mehr verliehen worden.

## Ortsnamen
Durch unveröffentlichten Erlass vom 29. Dezember 1939 galten vorläufig die bisher polnischen Ortsnamen weiter.
Zu einer offiziellen Eindeutschung von Ortsbezeichnungen ist es bis Kriegsende nicht mehr gekommen. Diese war aber bis ins Einzelne bereits vorbereitet. Es handelte sich dabei um lautliche Angleichungen, Übersetzungen, Neuschöpfungen oder Verbesserungen der Versionen von 1939, zum Beispiel:
- Alt Herby: Erbenwald,
- Kamienica Polska: Hochsteinau,
- Kamyk: Kampendorf,
- Klobuck: Klobstadt,
- Krzepice: Krippitz O.S.,
- Miedzno: Mieden,
- Panki: Banndorf,
- Parzymiechy: Brachten.